# Gåseurt
Gåseurt (Anthemis) er en slægt med ca. 16 arter, som er udbredt Europa og Vestasien. Det er enårige eller stauder med spredte, fint behårede og dobbelt fjersnitdelte blade med småblade, der oftest er linjeformede til lancetformede. Blomsterne er samlet i endestillede kurve. Kurvesvøbet er halvkugleformet eller kegleformet. De enkelte blomster er enten rørformede, gule skivekroner eller tungeformede, gule eller hvide randkroner. De randkronerne er hanlige, mens de skivekronerne er tvekønnede. Frugterne er cylindriske eller let kegleformede med 10-20 langsgående ribber. Hvis de har fnok, er den meget kort. Her beskrives i øvrigt kun arter, som  ofte ses i Danmark. 
| Beskrevne arter |

- Agergåseurt (Anthemis arvensis)
- Farvegåseurt (Anthemis tinctoria)
- Stinkende gåseurt (Anthemis cotula)

| Andre arter |

- Anthemis altissima
- Anthemis austriaca
- Anthemis haussknechtii
- Anthemis kitaibelii
- Anthemis macedonica
- Anthemis maritima
- Anthemis marschalliana
- Anthemis mixta
- Anthemis saguramica
- Anthemis sancti-johannis
- Anthemis schischkiniana
- Anthemis triumfettii
- Anthemis zyghia